# Christiane Dietrich-Buchecker
Christiane O. Dietrich-Buchecker (* 1942; † 2008) war eine französische Chemikerin (Organische Chemie, Supramolekulare Chemie).
Christiane Dietrich-Buchecker wurde 1973 an der Universität Straßburg bei M. Frank-Neumann promoviert mit einer Dissertation über kleine Ringe. Seit 1970 forscht sie für das CNRS. Als Post-Doktorandin war sie bei Barry Sharpless am MIT. Danach forschte sie an der Universität Straßburg, wo sie ab Anfang der 1980er Jahre eine enge Mitarbeiterin von Jean-Pierre Sauvage wurde in der Forschung über Catenane, Rotaxane und molekulare Knoten (Knotane).
1983 war sie an dem Durchbruch von Jean-Pierre Sauvage in der Synthese von Catenanen beteiligt – ihre Templat-Synthese eines 2-Catenans mit Übergangsmetallkomplexen brauchte nur 2 statt vorher 15 Einzelschritte. 1989 gelang ihr mit Jean-Pierre Sauvage die erstmalige Synthese eines molekularen Kleeblattschlingen-Knotens.

## Schriften (Auswahl)
- mit Jean-Pierre Sauvage, J. P. Kinzinger: Une nouvelle famille de molecules : les metallo-catenanes, Tetrahedron Letters, Band 24, 1983, S. 5095–5098
- mit Jean-Pierre Sauvage, Jean Marc Kern: Templated synthesis of interlocked macrocyclic ligands: the catenands, J. Am. Chem. Soc., Band 106, 1984, S. 3043–3045
- mit Jean-Pierre Sauvage: Interlocking of Molecular Threads, from the Statistical Approach to the Templated Synthesis of Catenands,  Chem. Rev. Band 87, 1987, S. 795–810
- mit Jean-Pierre Sauvage: Eine Kleeblatt-Verbindung, Angewandte Chemie, Band 101, 1989, Heft 2, S. 192–194, englische Version: A Synthetic Molecular Trefoil Knot, Angewandte Chemie, Int. Ed., Band 28, 1989, S. 189–192
- Jean-Pierre Sauvage, Christiane Dietrich-Buchecker (Hrsg.): Molecular Catenanes, Rotaxanes and Knots, Wiley-VCH 1999
- mit Jean-Paul Collin, Pablo Gavina, Maria Consuelo Jimenez-Molero, Jean-Pierre Sauvage:  Shuttles and Muscles: Linear molecular machines based on transition metals, Accounts of Chemical Research, Band 34, 2001, S. 477–487
- mit Jean-Pierre Sauvage, M. C. Jimenez-Molero, V. Sartor: Rotaxanes and Catenanes as Prototypes of Molecular Machines and Motors, Pure Appl. Chem., Band 75, 2003, S. 1383–1393
- mit B. X. Collasson, Jean-Pierre Sauvage: Molecular Knots, Top. Curr. Chem., Band 249, 2005, S. 261–283